# Divines
Divines è un film del 2016 diretto da Houda Benyamina.
Il film, che offre uno spaccato della quotidiana drammaticità nelle banlieue francesi, presentato al Festival di Cannes 2016 nell'ambito della Quinzaine des Réalisateurs, ha ottenuto il premio Caméra d'or come miglior opera prima.

## Trama
Dounia, giovane ragazza di origine marocchina, che vive in un campo Rom nella banlieue parigina, si ribella ad una insegnante e viene cacciata da scuola. Non lascia però l'amica del cuore Maimouna, una corpulenta ragazza di colore, figlia dell'imam del luogo, con la quale condivide tutto, piccoli furti compresi.
La figura modello è Rebecca, una giovane che ha fatto strada come spacciatrice e ora controlla tutta la zona. Dopo aver spiato Samir, un ragazzo alle sue dipendenze, Dounia recupera della droga e fa colpo su Rebecca che le dà presto fiducia fino a farle rimpiazzare quello stesso sottoposto. Così, sempre con la fida Maimouna, Dounia comincia a guadagnare qualcosa e intanto dopo aver spiato a lungo le prove di un balletto dalle quinte di un teatro, ha un primo approccio con Djigui, un bel ragazzo che già conosceva di vista.
Dovendo recuperare 100.000 euro da Reda, un malvivente che ha un debole per le ragazze molto giovani, Rebecca istruisce Dounia affinché lo irretisca. Così con la sua amica trascorre una memorabile serata in una discoteca alla moda del centro, riuscendo per altro a farsi notare.
All'uscita le due ragazze non trovano Samir, incaricato di riprenderle. Preso un taxi, una volta a casa Dounia scopre che Samir sta approfittando di sua madre, persona instabile e facile agli approcci con gli uomini. Fuori di sé, dopo aver cacciato il ragazzo e litigato con la madre, decide per rappresaglia di incendiare l'auto della madre di Samir. Non paga, all'arrivo dei pompieri dà in escandescenze tanto da essere poi inseguita e presa dalla polizia, sempre con la fedele Maimouna.
Dopo una drammatica rottura con la madre che la implorava di non darsi alla malavita, Dounia viene però scaricata da Rebecca per la quale ora è d'impaccio, essendosi stupidamente fatta segnalare dalla polizia.
Con Djigui sta nascendo qualcosa di serio e lui, felice per il ruolo ottenuto, invita la sua "portafortuna" alla prima dello spettacolo.
Rebecca scopre poi che Reda sta cercando Dounia e così organizza un incontro rassicurando la ragazza sul fatto che lei non l'ha mai davvero scaricata. Rinunciando alla prima del balletto di Djigui, Dounia esce con Reda e, una volta a casa di questi, dopo una colluttazione, trova il denaro di Rebecca che però tiene per sé. Prima di fuggire lascia una parte del denaro alla madre e una parte nel nascondiglio che conosce solo la sua amica. Mentre sta per salire sul treno riceve un video di Rebecca che sta minacciando Maimouna e così si precipita a salvarla. Rebecca non si accontenta di una parte del malloppo e allora crea il caos in una cantina che prende fuoco con lei e le due ragazze dentro. Trovata una stretta fessura, si mettono in salvo tutte tranne Maimouna tradita dalla sua stazza. I pompieri arrivano ma, dati i precedenti, non sono autorizzati ad intervenire, se prima non giunge anche la polizia. Dounia e tutti i ragazzi del quartiere li implorano di intervenire ma poi, un attimo prima dell'arrivo della polizia, si sente un'esplosione che sancisce la consumazione della tragedia.

## Produzione
Il film è stato girato tra il giugno e l'agosto 2015, per lo più nel quartiere della Noue a Montreuil e nella vicina Bagnolet, periferia est di Parigi. Vi sono poi parti girate in studio a Bry-sur-Marne. La regista ha impiegato molto tempo nella scelta del giusto set, girando per questo praticamente tutti i comuni dell'Île-de-France.
Il titolo di lavorazione del film era Bâtarde, vale a dire "Bastarda", che è il soprannome di Dounia, la protagonista.

## Riconoscimenti
- Festival di Cannes 2016
  - Caméra d'or
- 2017 - Premio César
  - Miglior opera prima
  - Miglior promessa femminile a Oulaya Amamra
  - Miglior attrice non protagonista a Déborah Lukumuena
  - Candidatura al Migliore film
  - Candidatura al Migliore regista a Houda Benyamina
  - Candidatura alla Miglior sceneggiatura originale a Houda Benyamina, Romain Compingt, Malik Rumeau
  - Candidatura al Miglior montaggio a Loïc Lallemand e Vincent Tricon
- 2017 - Premio Lumière
  - Migliore opera prima
  - Rivelazione femminile a Oulaya Amamra e Déborah Lukumuena
- 2017 - Golden Globe
  - Candidatura come Miglior film straniero